# 夏至
- 立春
- 雨水
- 惊蛰
- 春分
- 清明
- 谷雨
- 立夏
- 小满
- 芒种
- 夏至
- 小暑
- 大暑
- 立秋
- 处暑
- 白露
- 秋分
- 寒露
- 霜降
- 立冬
- 小雪
- 大雪
- 冬至
- 小寒
- 大寒

| 歲   | 開始             | 結束             |
| ---- | ---------------- | ---------------- |
| 辛巳 | 2001-06-21 07:37 | 2001-07-07 01:06 |
| 壬午 | 2002-06-21 13:24 | 2002-07-07 06:56 |
| 癸未 | 2003-06-21 19:10 | 2003-07-07 12:35 |
| 甲申 | 2004-06-21 00:56 | 2004-07-06 18:31 |
| 乙酉 | 2005-06-21 06:46 | 2005-07-07 00:16 |
| 丙戌 | 2006-06-21 12:25 | 2006-07-07 05:51 |
| 丁亥 | 2007-06-21 18:06 | 2007-07-07 11:41 |
| 戊子 | 2008-06-20 23:59 | 2008-07-06 17:26 |
| 己丑 | 2009-06-21 05:45 | 2009-07-06 23:13 |
| 庚寅 | 2010-06-21 11:28 | 2010-07-07 05:02 |
| 辛卯 | 2011-06-21 17:16 | 2011-07-07 10:42 |
| 壬辰 | 2012-06-20 23:08 | 2012-07-06 16:40 |
| 癸巳 | 2013-06-21 05:03 | 2013-07-06 22:34 |
| 甲午 | 2014-06-21 10:51 | 2014-07-07 04:14 |
| 乙未 | 2015-06-21 16:37 | 2015-07-07 10:12 |
| 丙申 | 2016-06-20 22:34 | 2016-07-06 16:03 |
| 丁酉 | 2017-06-21 04:24 | 2017-07-06 21:50 |
| 戊戌 | 2018-06-21 10:07 | 2018-07-07 03:41 |
| 己亥 | 2019-06-21 15:54 | 2019-07-07 09:20 |
| 庚子 | 2020-06-20 21:43 | 2020-07-06 15:14 |
| 辛丑 | 2021-06-21 03:32 | 2021-07-06 21:05 |
| 壬寅 | 2022-06-21 09:13 | 2022-07-07 02:38 |
| 癸卯 | 2023-06-21 14:58 | 2023-07-07 08:30 |
| 甲辰 | 2024-06-20 20:51 | 2024-07-06 14:20 |

數據來源：噴氣推進實驗室線上曆書系統
夏至，是二十四节气之一。每年6月21日前后（20日～22日），斗指午，太阳到达黄经90°时开始。是最早被確定的一個節氣。西元前7世紀，古人用土圭量日影，夏至這一天日影最短，因此把這一天稱作「夏至」。
《月令七十二候集解》：“五月中……夏，假也，至，极也，万物于此皆假大而至极也。”
《汉学堂经解》（ISBN 9787806940235）所集崔灵恩《三礼义宗》：“夏至为中者，至有三义：一以明阳气之至极，二以明阴气之始至，三以明日行之北至。故谓之至。”
夏至日太阳几乎直射北回归线，北半球白昼最长，北极圈及其以北的地区太阳整日不落，形成面积最大的极昼区。此日过后，阳光直射位置向南移动，北半球白昼逐渐减短，日出、日落的方位也开始往南移动，直至冬至為止。在北回归线及其以北地区，正午太阳高度亦日渐降低，日影逐渐被拉长。但由于太阳辐射到地面的能量仍比地面向空中发散的多，所以在短时间内气温继续升高。
「至」也有極點的意思。在傳統的陰陽理論中，夏至是陽氣生發到極點，開始收藏的節氣。
《易經》姤卦，為五月卦，一陰起于下（夏至一陰生，冬至一陽生），孚夏至之時令。陽氣雖盛已經失勢，陰長陽消之象。
與冬至相同的是，夏至在中國古代也是重要的傳統節日（節氣），只是現代活動相對比較少與夏至直接相關（可能與重要傳統節日端午節意義極為相近）。但仲夏節是在北欧等地居民的重要節日（和當地偏寒冷的氣候有關）。

## 習俗
「夏至節」古時又稱「夏節」，它不但是一個重要的節氣，還是中國民間重要的傳統節日。在清代以前的夏至日，全國放假一天，而宋代百官還會在夏至時放假三天，遼代則是「夏至日謂之『朝節』，婦女進彩扇，以粉脂囊相贈遺」。彩扇用來驅熱，香囊可驅蚊抑臭，可見古人對夏至的重視。
有一種觀點認為中國人傳統節日端午節前身就是源自夏至節。例如用「夏至一陰生，冬至一陽生」來說明古代中國人同時用陰曆五月的節日端午節來對應夏季，用陽曆節氣的「冬至」來對應冬季，以此來合理看待「冬至」、「夏至」與端午節在民俗節慶上可能具有相似的意義。
自古以來，夏至時節，吃麵是很多地方的重要習俗。因夏至新麥已經登場，所以夏至吃麵也有「嚐新」的意思在。

## 外部連結
[在维基数据编辑]